# Obrazárna Pražského hradu

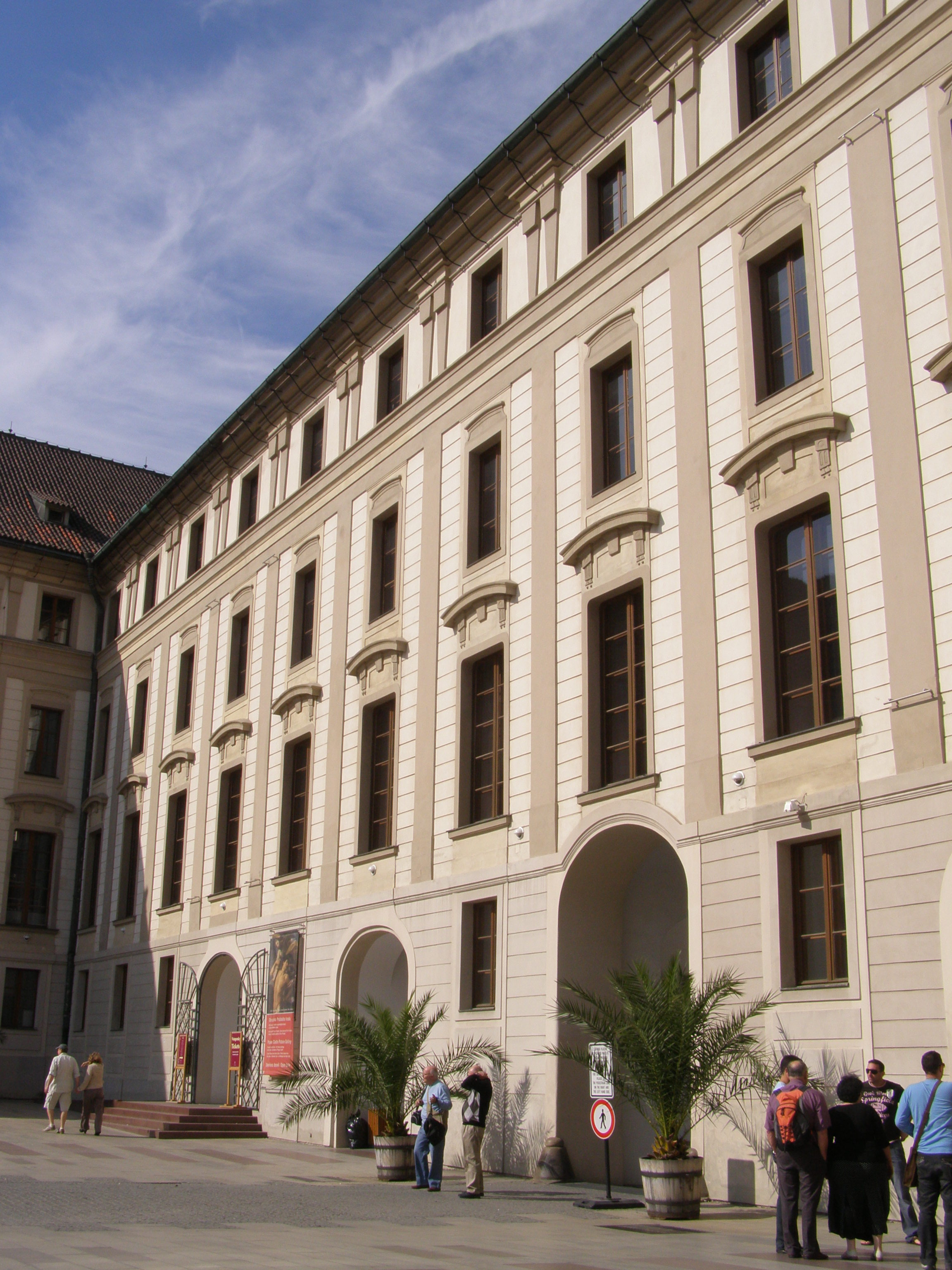
Vstup do Obrazárny Pražského hradu na severní straně II. nádvoří

Obrazárna Pražského hradu je součástí Pražského hradu, která se nachází na druhém hradním nádvoří. Z Hradčanského náměstí vede k obrazárně přístup branou gigantů na I. nádvoří, odtud průchodem na II. nádvoří. Z Prašného mostu je přístup branou přímo na druhé nádvoří. 
Společně s klášterním sbírkami patří mezi nejstarší přeživší sbírky obrazů na území Česka. Jsou zde vystavena díla starých mistrů německé, italské a nizozemské renesance i manýrismu, obrazy středoevropského a holandského baroka. 
Vznikla v Praze původně jako galerie císaře Rudolfa II. na konci 16. století, byla po jeho smrti opakovaně rozprodávána a vykrádána, ale i doplňována. Těžištěm současných sbírek, které jen z části pocházejí z císařovy původní sbírky umění, jsou obrazy pocházející z období 15.–18. století.

## Historie

### Založení

Giuseppe Arcimboldo: Rudolf II. jako Vertumnus, obraz uloupený Švédy

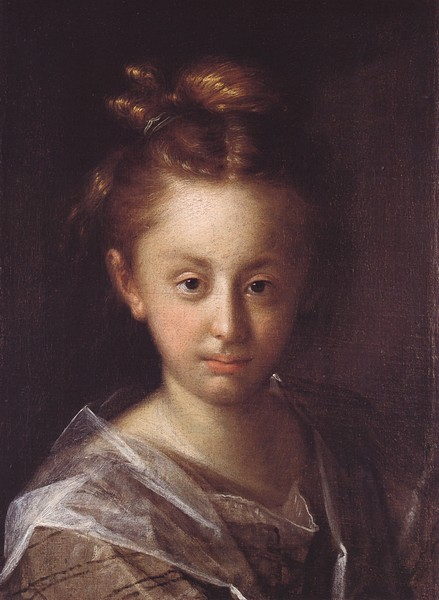
Hans von Aaachen: Marie Maxmiliána

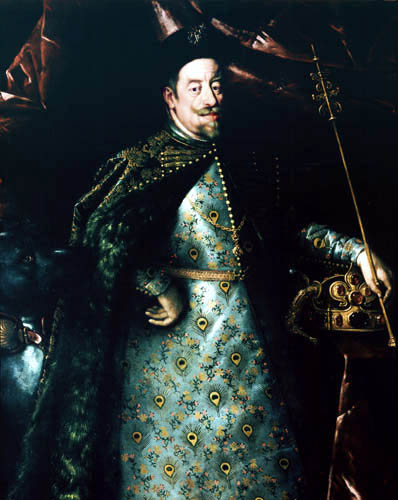
Hans von Aachen: Císař Matyáš jako český král

Sbírky byly na Pražský hrad soustředěny koncem 16. století císařem Rudolfem II. Nebyl však první panovník, kdo zde budoval uměleckou sbírku. Český místokrál Ferdinand Tyrolský v době svého působení v Praze (1548–1567) zde vybudoval uměleckou sbírku, kterou si při svém odchodu na zámek Ambras u Innsbrucku odvezl s sebou.
Nový císař Rudolf II. hned po svém nástupu na trůn roku 1583 zvolil Prahu metropolí Svaté říše římské a Pražský hrad svým sídlem. Jako milovník umění budoval po 29 let sbírky umění, přírodnin a kuriozit. Základem těchto sbírek bylo dědictví po příbuzných ze Španělska, kde byl vychován a z Rakouska, které si vybral a přivezl. Na svůj dvůr  postupně povolal mnoho malířů a sochařů, kteří pracoval na zakázku nebo podle své inspirace. Podle soupisu dvorských osob z roku 1600 zde dlouhodobě působili jako dvorští malíři Hans von Aachen, Bartoloměj Spranger, Dětřich Raffensteiner, Joseph Heintz, Pieter Stevens a grafik Aegidius Sadeler. Záznamy svědčí i o dalších, kteří byli u dvora dříve, či jen krátce: Giuseppe Arcimboldo, Roelant Savery, Hans Vredeman de Vries, Matthäus Gundelach, Jeremiáš Günther, Daniel Fröschl a další. Rudolf II. měl své agenty jako byl Jacopo Strada, antikváře a po Evropě i starožitníky, kteří pro něj nakupovali umělecká díla. Zajímalo ho malířství italské, nizozemské, německé a shromažďoval i ukázky pražské školy.
V roce 1585 byly sbírky natolik rozsáhlé (údajně největší v Evropě), že pro ně dal přestavět někdejší konírny. V letech 1598–1606 byly obrazy byly rozmístěny ve 2. patře Dlouhé chodby a ve Španělském sále. Bylo jich na 3000. Zastoupeni tam byli téměř všichni významní italští, nizozemští a němečtí mistři minulosti i současnosti. Dlouhá stavba či Chodbové stavení se nazývala Dlouhá proto, že její délka byla sto metrů. V přízemí měla sedlovnu, v prvním patře tzv. kunstkomoru a ve druhém patře byla hlavní část, tedy (Rudolfova) galerie. Na tyto prostory navázal roku 1598 dostavěný Španělský sál. Kolem roku 1600 obsahovala sbírka 1300 obrazů a tisíce dalších uměleckých předmětů.Severní palác pak nechal propojit s ostatními částmi hradního komplexu u staré Bílé věže úzkým křídlem, spojujícím II. a III. hradní nádvoří.

### Postupný zánik
V roce 1611 nastoupil místo nemocného Rudolfa II. císař Matyáš Habsburský. V lednu roku 1612 Rudolf zemřel, jeho umělecké i přírodovědné sbírky byly zapečetěny a následně byl proveden soupis a odhad ceny všech sbírek – 17 milionů zlatých. Brzy poté nový císař první, menší část sbírek nechal odvést do Vídně, další část si odvezl na 1500 povozech po bitvě na Bílé hoře Maxmilián I. Bavorský, v roce 1630 následovalo ničení saským vojskem. V roce 1648 zbývající část sbírek vyrabovala švédská vojska pro svou královnu Kristinu. Švédové tehdy část Prahy obsadili. Na hradě zbyly ze sbírky Rudolfa II. jen předměty poškozené nebo druhořadé. Část uloupené sbírky podlehla zkáze roku 1697 při požáru královského zámku v Stockholmu a zbytek byl rozprodán po Evropě.
Další z císařů Ferdinand III. Habsburský v roce 1650 koupil a do prázdných prostor umístil sbírku lorda Buckinghama, pak koupil a nechal instalovat další obrazy z Vídně. Ovšem další císař Karel VI. část získaných obrazů nechal odvézt zpět do Vídně. V letech 1742 a 1749 byly některé obrazy prodány do Drážďan.

Schema hradu, obrazárna je vlevo nahoře pod číslem 25

V době panování císařovny Marie Terezie byl do Prahy povolán dvorní architekt Nicolò Pacassi, aby Pražský hrad přestavěl do barokní, více reprezentativní podoby. Zrušil obrazárnu, část obrazů dal odvézt do Vídně a zbytek podle svých představ dal instalovat do Nového paláce. Velikost pláten uzpůsobil dřevěným panelům na stěnách, zároveň je nechal odborně posoudit i zrestaurovat. Pacassi řadu vnitřních prostor hradu scelil.
V reakci na postupnou likvidaci sbírek odvozy do Vídně byla založena několika českými aristokraty a vzdělanými měšťany roku 1796 Společnost vlasteneckých přátel umění v Praze. Roku 1797 se jejich jménem hrabě František Šternberk obrátil s žádostí na vídeňský dvůr i hradního správce a zapůjčení pláten pro Obrazárnu Společnosti. Bylo mu vyhověno a tak obrazy z depozit Pražského hradu a z bytu císařských úředníků na dlouhý čas získal: v roce 1797 prvních 67 obrazů, v roce 1802 dalších 32. Protože Obrazárna Společnosti měla prostory omezené, od roku 1836 začala s jejich postupným vracením. Část vrácených obrazů putovala obratem do Vídně. V roce 1918 měla Společnost 30 obrazů převzatých z Hradu. Obrazárna Společnosti se stala základem dnešní Národní galerie.

### Obnovy obrazárny
Po roce 1918 Pražský hrad převzala do vlastnictví Československá republika. Byla zřízena Kancelář prezidenta republiky a postupně i několik odborných komisí k posouzení uměleckých sbírek státu. Komise v roce 1919 doporučila obrazy z hradu restaurovat, vyvěsit na reprezentativních místech a některé převést do galerie v Rudolfinu, kde byla obrazárna Společnosti, základ Národní galerie. Posuzování obrazů na Pražském hradě však nebylo v roce 1925 pečlivé. V roce 1930 bylo reparační komise jednala v Paříži s Rakouskem o navrácení sbírek do Prahy. Rakousko nabídlo pouze obrazy druhořadé, které náš stát odmítl převzít. V roce 1930 byl z Masarykova fondu zahájen nákup obrazů pro hrad. Kupována byla díla širokého spektra od starých mistrů českého baroka přes z 19. a počátek 20. století až po soudobé umění českých nebo s českými zeměmi souvisejících umělců. V letech okupace byly některé obrazy uloženy v Lánech, jiné na Hradš zůstaly. Německá správa považovala Prahu za svou a obrazy, jejichž hodnota nebyla známa, odvézt nepřikázala.
Až šest let po skončení války bylo započato s prvními inventarizacemi uměleckých sbírek Pražského hradu, nebyly však ani odborné, ani důsledné.
V letech 1960 a 1961 bylo prováděno na hradě množství stavebních prací. Národní kulturní komise dala řadu obrazů převést do Národní galerie a tehdy s ní spojeného Uměleckoprůmyslového muzea. V roce 1961 byly mnohé obrazy předány orgánům státní památkové péče a uskladněny v depozitáři státního zámku Opočno. Během přestavby hradu koordinované Kanceláří prezidenta republiky byla provedena restaurace obrazů, které se později měly na Hrad vrátit.

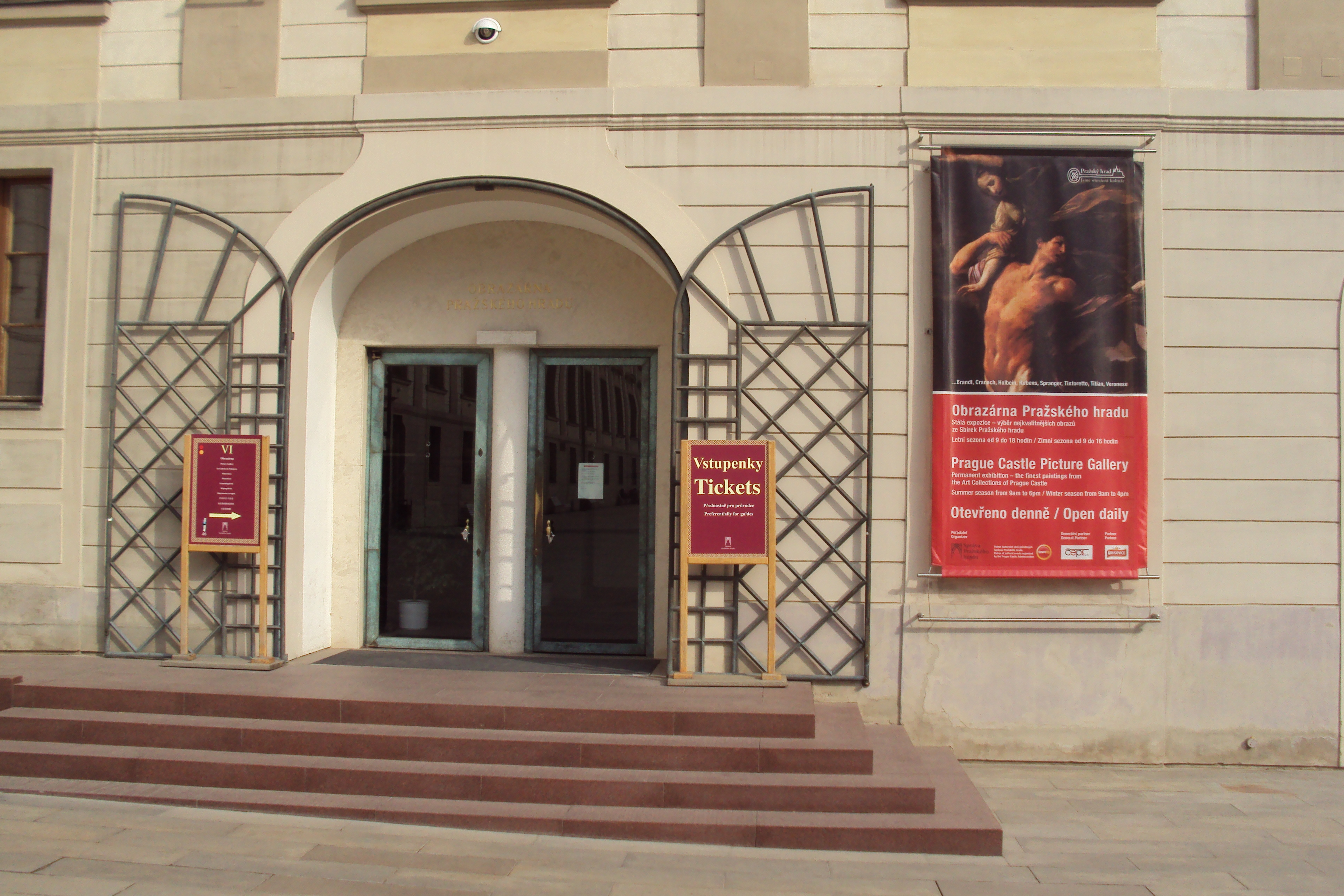
Vchod ze 2. nádvoří, Bořek Šípek (1998)

- V letech 1963–1965 byla vybudována nová Obrazárna Pražského hradu podle projektu Františka Cubra a Josefa Hrubého. Celou výstavní expozici vytvořil prof. dr. Jaromír Neumann za asistence začínající kunsthistoričky Elišky Fučíkové.[16] Zároveň s úpravami bylo provedeno odborné posouzení pravosti všech zachovalých obrazů a tyto z Opočna i Národní galérie vráceny zpět.

Obrazárnu tvořilo 6 sálů. Do prvního byla soustředěna díla rudolfinských umělců, do druhého obrazy získané po smrti císaře. Třetí místnost byla někdejší Ferdinandova konírna s italskými obrazy 16. a 17. století. Čtvrtou místností o patro výš byla Rudolfova konírna, později nazývaná Rudolfova galerie. Zde byly soustředěny nejvýznamnější obrazy – Tizian, Rubens, Veronese, Tintoretto. Do páté místnosti byly soustředěny obrazy německé, vlámské a českého baroka – Brandl, Kupecký. V šesté místnosti byly fotografie a dokumenty přibližující historii sbírky, restaurátorství, to vše doplněno několika originály. V následujících desetiletích pokračoval systematický uměleckohistorický průzkum a restaurování obrazů. 
Když Kancelář prezidenta republiky roku 1993 ustavila organizaci Správa Pražského hradu, byla mimo jiné připravována nová expozice obrazárny. 
- V letech 1995–1998 byly zásadně technicky rekonstruovány všechny prostory podle moderních norem bezpečnosti a klimatizace. Dále byly podle projektu Bořka Šípka provedeny úpravy výstavních prostor, nové řešení vchodu a vybavení interiérů sedacími nábytkem. Podařilo se zakoupit několik obrazů z původní Rudolfovy sbírky.

## Některá významná díla

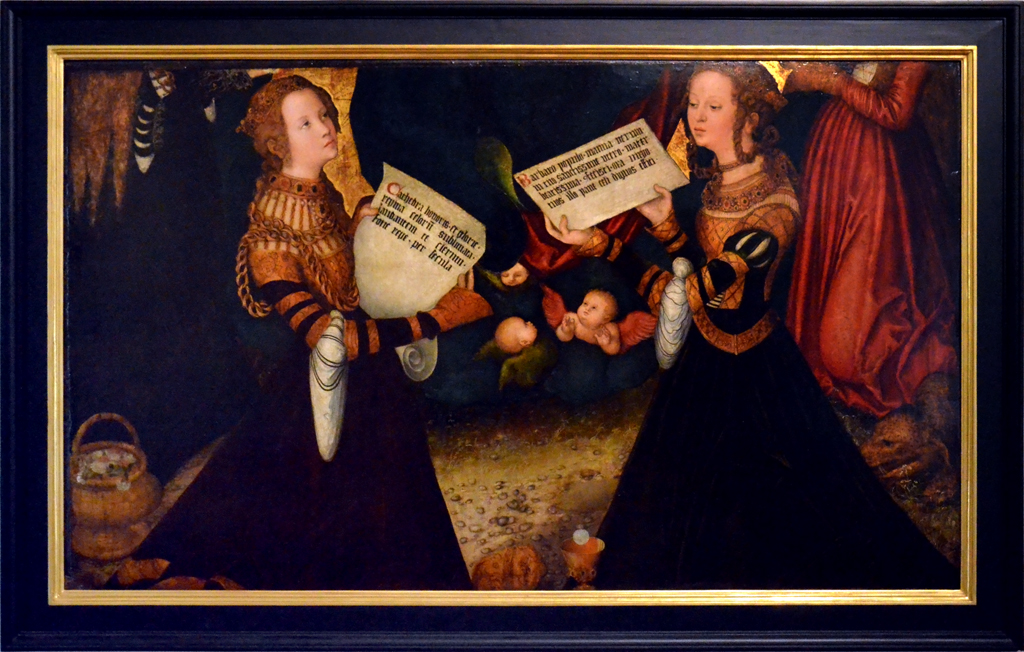
Lucas Cranach st.: Sv. Kateřina a sv. Barbora

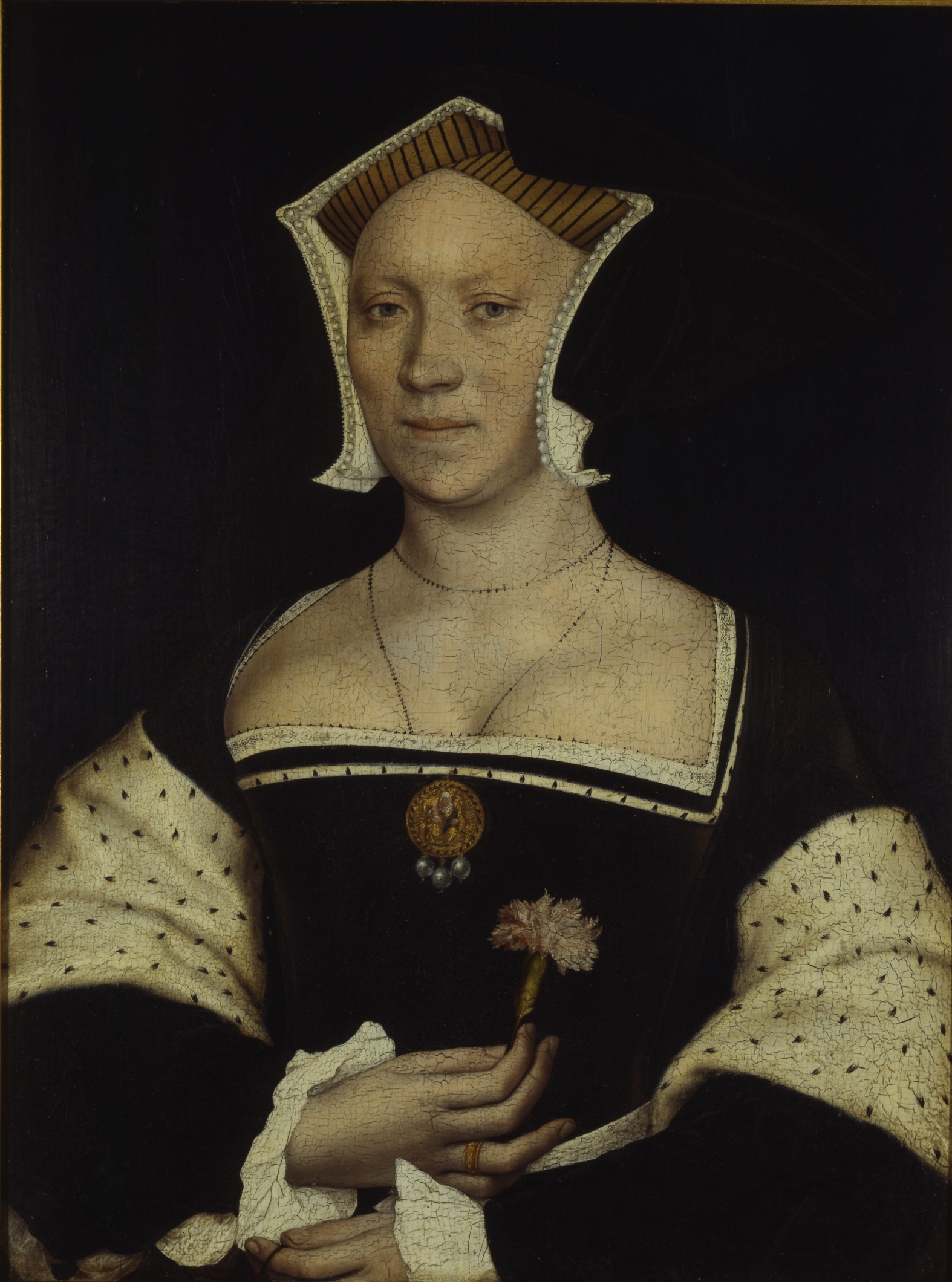
Hans Holbein: Elizabeth Vaux

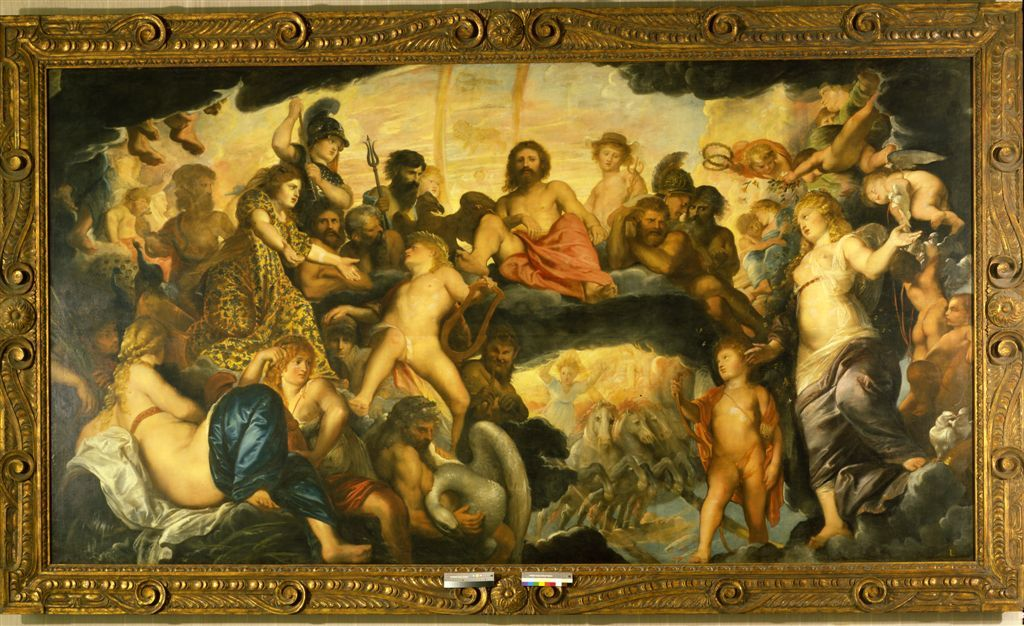
Rubens: Shromáždění olympských bohů

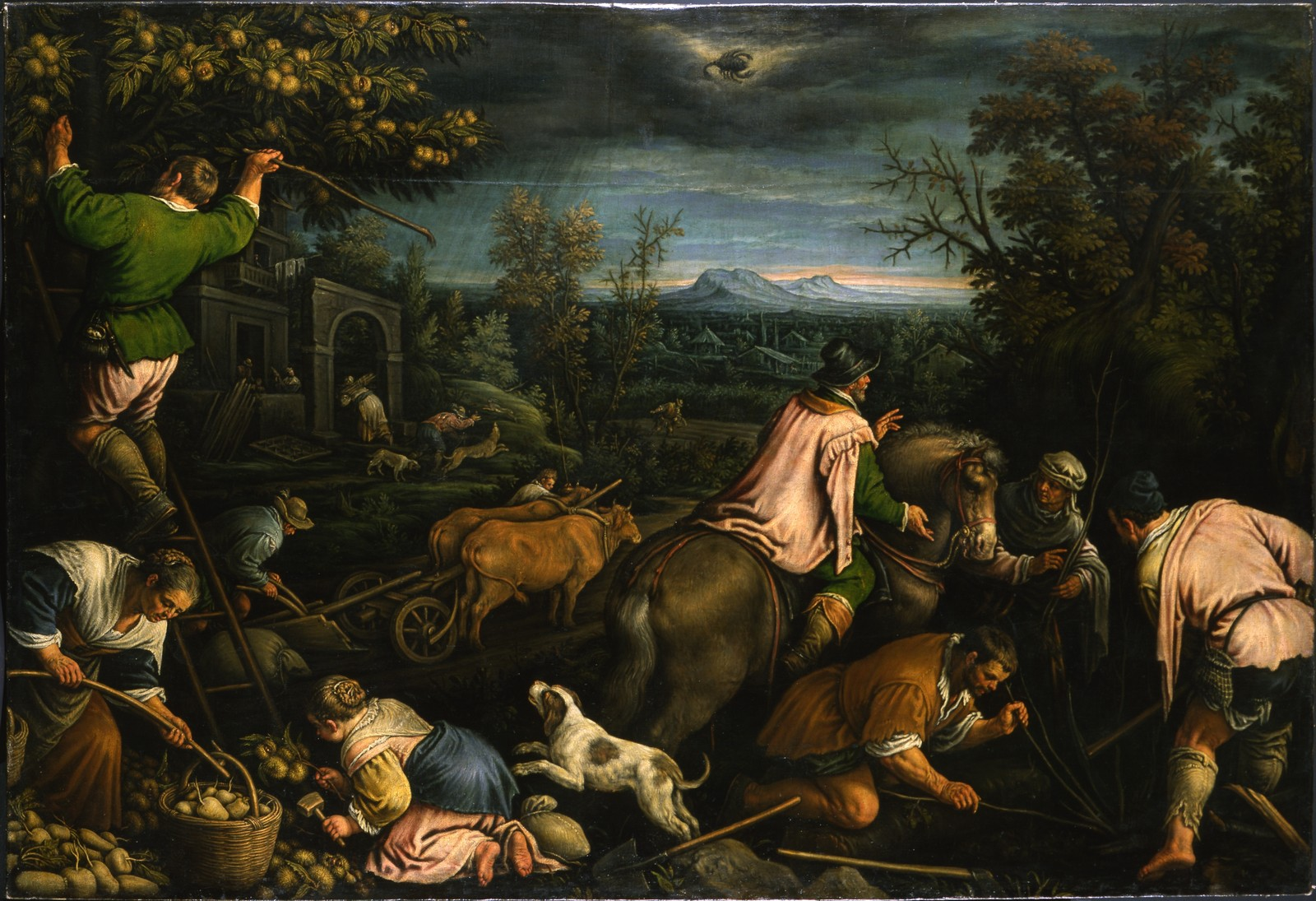
Leandro Bassano: Říjen

- Lucas Cranach starší: Svatá Kateřina a Barbora s fragmenty postav sv. Doroty a Markéty (fragment tzv. Pražského oltáře) (kolem 1520); Podobizna dámy s jablkem (1527)
- Hans Holbein mladší: Portrét Elizabeth Cheyne, lady Vaux (kolem 1540)
- Joos van Cleve: Madona se spícím dítětem (kolem 1530)
- Antonio de' Sacchis, zv. Pordenone: Vzkříšení Lazara (kolem 1516)
- Tiziano Vecellio, zv. Tizian–dílna: Toaleta mladé ženy, z období 1512–1515
- Jacopo Robusti, zv. Tintoretto: Bičování Krista (1570–1575)[18]; Korunování trním - Ecce Homo (kolem 1590); Kristus a cizoložnice (kolem 1545)
- Jakob Seisenegger: Podobizna Maxmiliána II. v mladém věku, (kolem 1545)
- Andrea Michieli, zv. Vicentino: Smrt dětí Niobiných (kolem 1600)
- Jacopo Bassano: Zvířata vstupují do archy Noemovy, z čtyřdílného cyklu Potopa (po 1575)
- Francesco Bassano mladší: Obětování v chrámě (kolem 1590)
- Leandro Bassano: Září; Říjen, z cyklu Měsíce roku (80. léta 15. století); Stavba babylonské věže (kolem 1595)
- Joris Hoefnagel: Zátiší s plody, motýly a drobnými živočichy (před 1600)
- Hans von Aachen: Podobizna dívky (malířovy dcery Marie Maxmiliány) (kolem roku 1600); Podobizna císaře Matyáše jako českého krále (1612–1613)[19]
- Bartholomeus Spranger: Alegorie triumfu Věrnosti nad Osudem (Alegorie osudu sochaře Hanse Monta) (1607)
- Carlo Saraceni: Svatý Šebestián (1610–1615)
- Pieter Stevens: Lesní krajina s vodním mlýnem (kolem 1620)
- Joseph Heintz: Kající se Máří Magdaléna (kolem 1602) – zapůjčeno ze soukromé sbírky
- Guido Reni: Kentaur Nessus unáší Deianeiru (po 1630)
- Cornelis van Haarlem: Hostina lásky (před 1638)
- Domenico Fetti: Svatý Jeroným (1613–1614); Podobenství o pleveli mezi pšenicí (1618–1619); Kristus na hoře Olivetské (1616–1617)
- Paolo Caliari, zv. Veronese: Svatá Kateřina s andělem (kolem 1580); Klanění pastýřů; Kristus myje apoštolům nohy (oba 1585–1588)
- Peter Paul Rubens: Shromáždění olympských bohů (kolem 1602)
- Abraham Godyn: Abraham zapuzující Hagar (1692)
- Niccolò Codazzi: Ruiny římské architektury; Sloupová předsíň (kolem 1670)
- Johann Heinrich Schönfeld: Jozue v bitvě o Jericho (po 1635)

### Sochy
- Adriaen de Vries: Hérakles, (1624–1625) – zapůjčeno z Muzea hlavního města Prahy

### Obrazy českých mistrů baroka a rokoka
- Petr Brandl: Právní porada (Nerovný pár u notáře) (kolem 1700)
- Jan Rudolf Bys: Sv. Petr (před 1713)
- Jan Kupecký: Podobizna paní Schreyvoglové (1716)[16]; Podobizna Johanna Friedricha Sicharta von Sichartshofen; Podobizna Marie Magdalény Sichartové (oba 1723–1725); Podobizna paní Haberstockové (po 1710)
- Václav Vavřinec Reiner: Autoportrét (kolem 1725) – zapůjčeno z Národní galerie
- Norbert Grund: Galantní scéna v parku I. (kolem 1760) – zapůjčeno z Národní galerie
- Jan Kašpar Hirschely: Zátiší s květinami (kolem 1730) – zapůjčeno z Národní galerie

## Výstavní akce
Obrazárna pořádá příležitostné výstavy spojené s komentovanými prohlídkami. Sbírka obrazů 19.–20. století  z fondu TGM není součástí stálé expozice a bývá vystavena mimo Obrazárnu, například v Konírně Pražského hradu.

## Odrazy ve filmu
- Pohádka Císařův pekař – Pekařův císař, kde v hlavní roli byl Jan Werich. Režisér Martin Frič zde představil, jak mohla chaotická, ale nádherná sbírka císaře vypadat.

## Obrazy na známkách
Československá pošta vydala v rámci sérií Pražský hrad několik poštovních známek s obrazy z Pražského hradu. Například:
- Tizian – Toaleta mladé ženy, vydáno 12. srpna 1965
- Paolo Veronese – Svatá Kateřina, vydáno 28. září 1988
- V. V. Reiner – Autoportrét, vydáno 9. května 1989